# ニコラ・トピッチ
ニコラ・トピッチ（セルビア語: Никола Топић, ラテン文字転写: Nikola Topić, 2005年8月10日 - ）は、セルビア・モンテネグロのノヴィ・サド出身のプロバスケットボール選手。現在はNBA・オクラホマシティ・サンダーに所属しており、ポジションはポイントガード。

## 経歴

### KKツルヴェナ・ズヴェズダ
KKツルヴェナ・ズヴェズダと契約し、2022年3月28日に16歳7ヶ月18日でプロデビュー。チーム史上最年少で得点を記録した。4月1日には史上最年少でユーロリーグの試合に出場した。
2022-23シーズン途中にOKKベオグラードへ派遣された。
2023-24シーズンよりKKメガ・バスケットへ派遣された。

### NBA

#### オクラホマシティ・サンダー
2024年のNBAドラフトにて1巡目12位でオクラホマシティ・サンダーから指名され、7月6日にサンダーとの契約に合意したが、シーズン開幕前に前十字靭帯を負傷したために2024-25シーズンを全休することが発表された。

## 個人成績

### ユーロリーグ
| シーズン | チーム                   | GP | GS | MPG  | FG%  | 3P%  | FT%   | RPG | APG | SPG | BPG | PPG | PIR  |
| -------- | ------------------------ | -- | -- | ---- | ---- | ---- | ----- | --- | --- | --- | --- | --- | ---- |
| 2021–22  | KKツルヴェナ・ズヴェズダ | 1  | 0  | 2.0  | .000 | ---  | ---   | .0  | .0  | .0  | .0  | .0  | -1.0 |
| 2022–23  | KKツルヴェナ・ズヴェズダ | 2  | 0  | 4.0  | .000 | .000 | ---   | 1.0 | .5  | .0  | .0  | .0  | .0   |
| 2023–24  | KKツルヴェナ・ズヴェズダ | 2  | 2  | 15.0 | .375 | .000 | 1.000 | 1.5 | 3.5 | .5  | .0  | 3.5 | 4.5  |
| 通算     | 通算                     | 5  | 2  | 8.2  | .273 | .000 | 1.000 | 1.0 | 1.6 | .2  | .0  | 1.4 | 1.6  |

## 代表歴
2023年のFIBA U18 ヨーロッパ選手権のセルビア代表に選出され、大会MVPを受賞した。

## 家族
父のミレンコ・トピッチも元プロバスケットボール選手で、セルビア代表で活躍した。